# Hardivillers-en-Vexin
Hardivillers-en-Vexin foi uma comuna francesa na região administrativa de Altos da França, no departamento de Oise. Estendia-se por uma área de 4,82 km². Em 2010 a comuna tinha 125 habitantes (densidade: 25,9 hab./km²).
Em 1 de janeiro de 2019, passou a formar parte da nova comuna de La Corne-en-Vexin.